# 僕には愛しすぎる彼女
僕には愛しすぎる彼女（My Lovely Girl、내 겐 너 무 사 랑 스 러 운 그 녀）は、2014年に韓国で放送されたドラマである。ノ・ジソル脚本、出演者はピ(RAIN)、クリスタル(f(x))、チャ・イェリョン、エル（INFINITE)、パク・ヨンギュ、キム・ヘユン、キム・ジヌ、コン・スンヨンなどである。なお、ピ(RAIN)にとって除隊後初の作品である。